# Албаба (посёлок железнодорожного разъезда)
Албаба — посёлок железнодорожного разъезда в Зеленодольском районе Республики Татарстан Российской Федерации. Входит в состав Нурлатского сельского поселения.

## География
Посёлок расположен на железнодорожной линии Ульяновск - Свияжск, в 30 километрах к юго-западу от города Зеленодольск.

## История
Посёлок основан в 1940-х годах. Входил в состав Нурлатского района. С 1 февраля 1963 года в Зеленодольском районе.

## Население
| 1958 | 1970 | 1979 | 1989 | 2000 | 2024 |
| ---- | ---- | ---- | ---- | ---- | ---- |
| 101  | 101  | 149  | 129  | 93   | 82   |

## Экономика
Ремонтно-техническое предприятие, молокозавод, асфальтобетонный завод. 

## Социальная инфраструктура
Профессиональное училище.